# Plémet
Plémet (en bretó Plezeved, gal·ló Plémaèu) és un municipi francès, situat a la regió de Bretanya, al departament de Costes del Nord. L'any 2006 tenia 2.800 habitants.

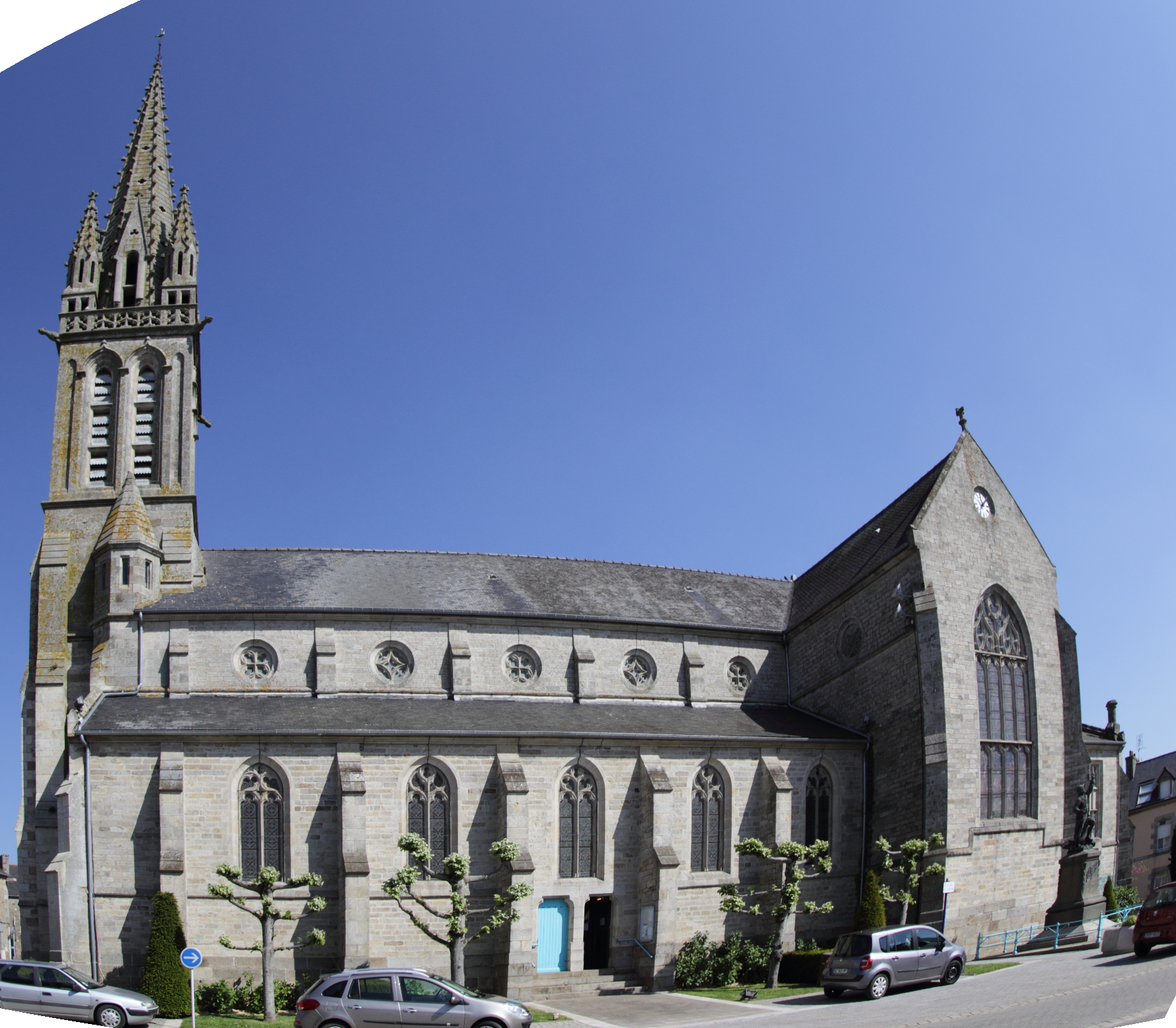
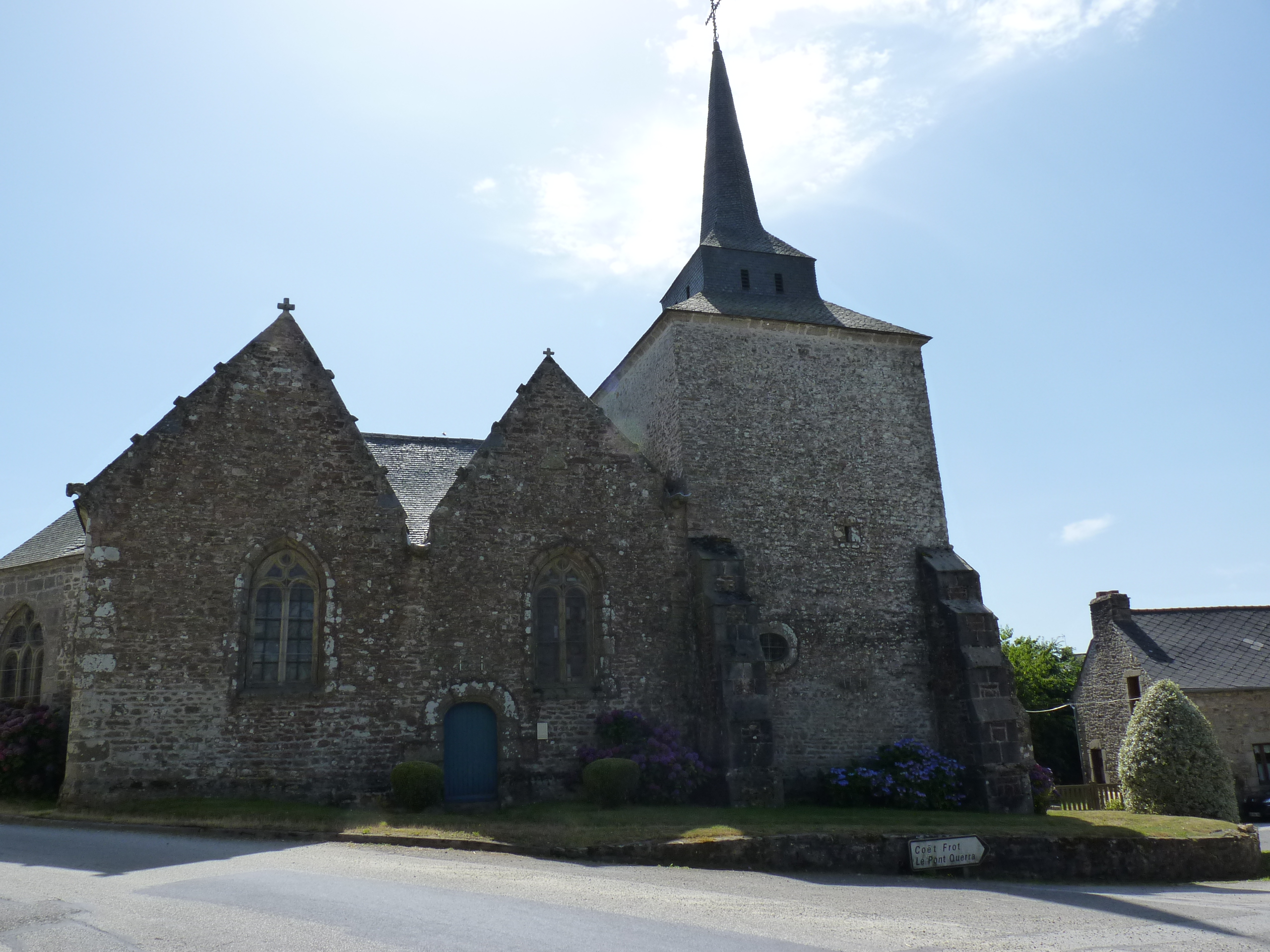
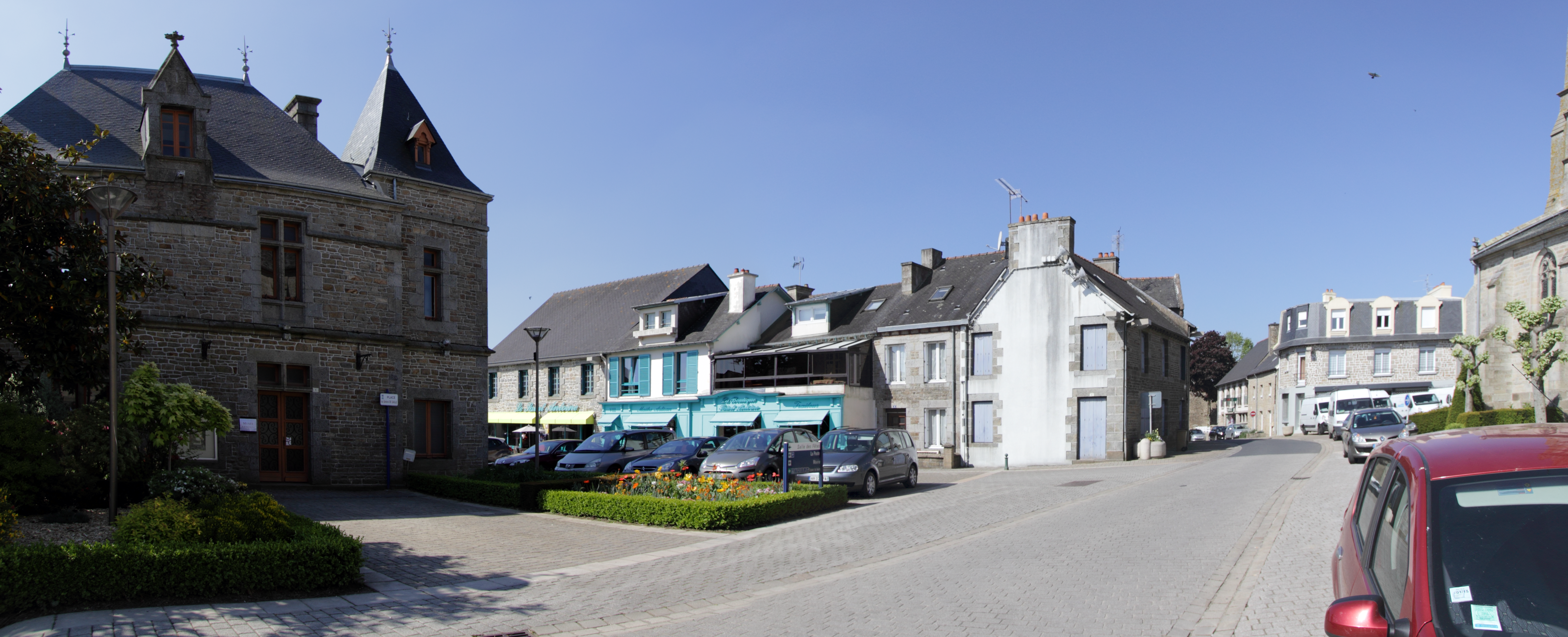
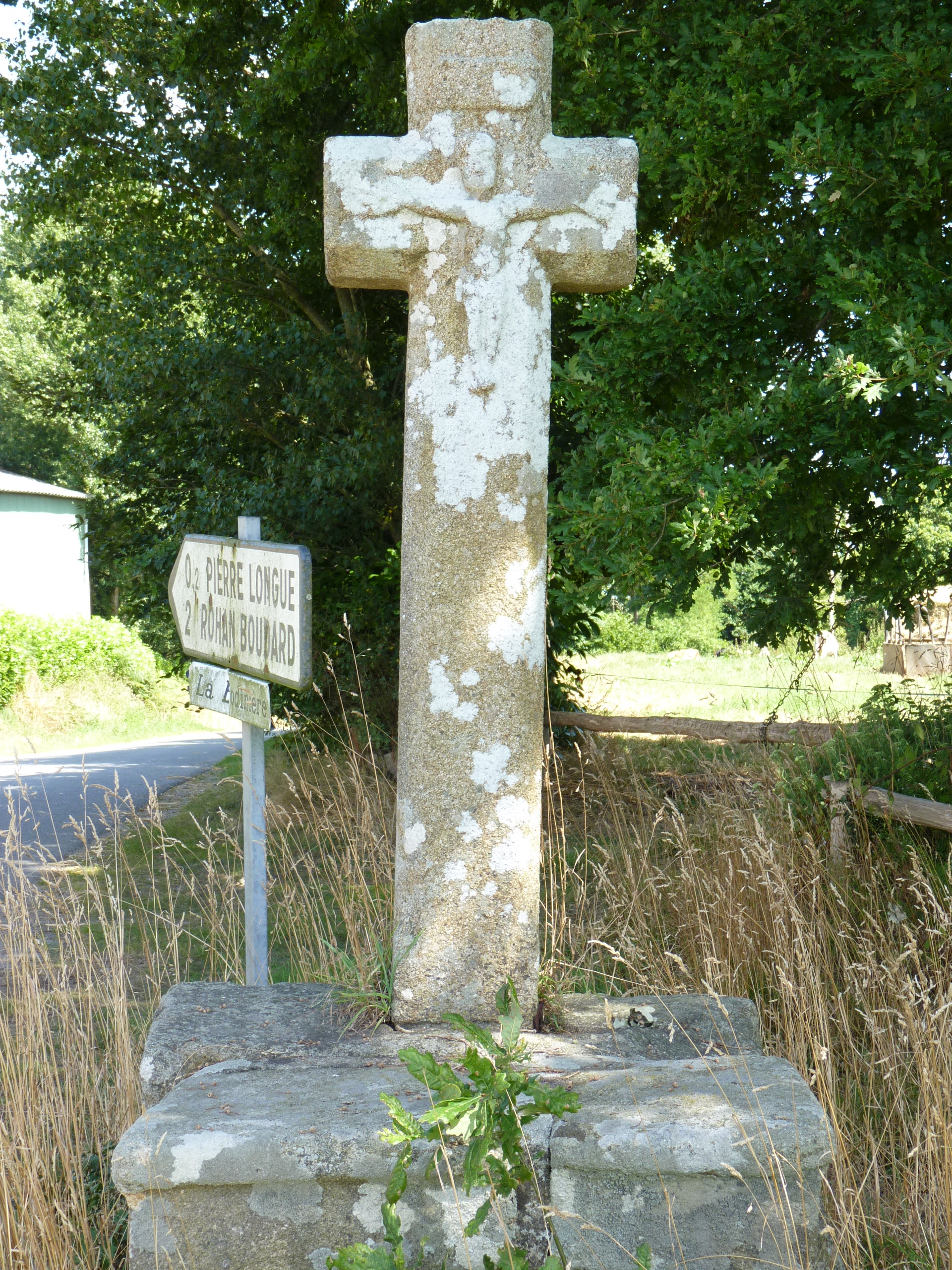
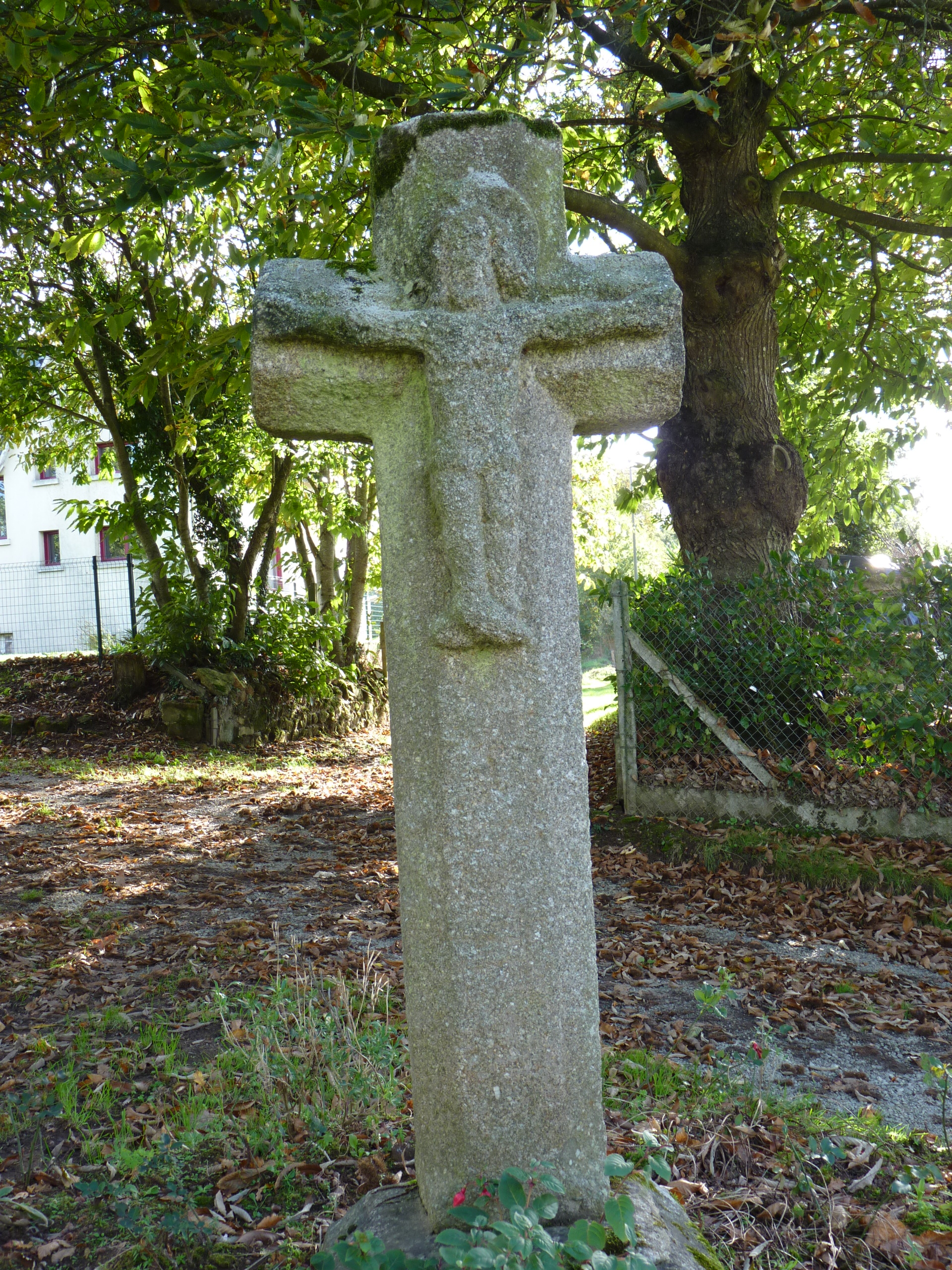
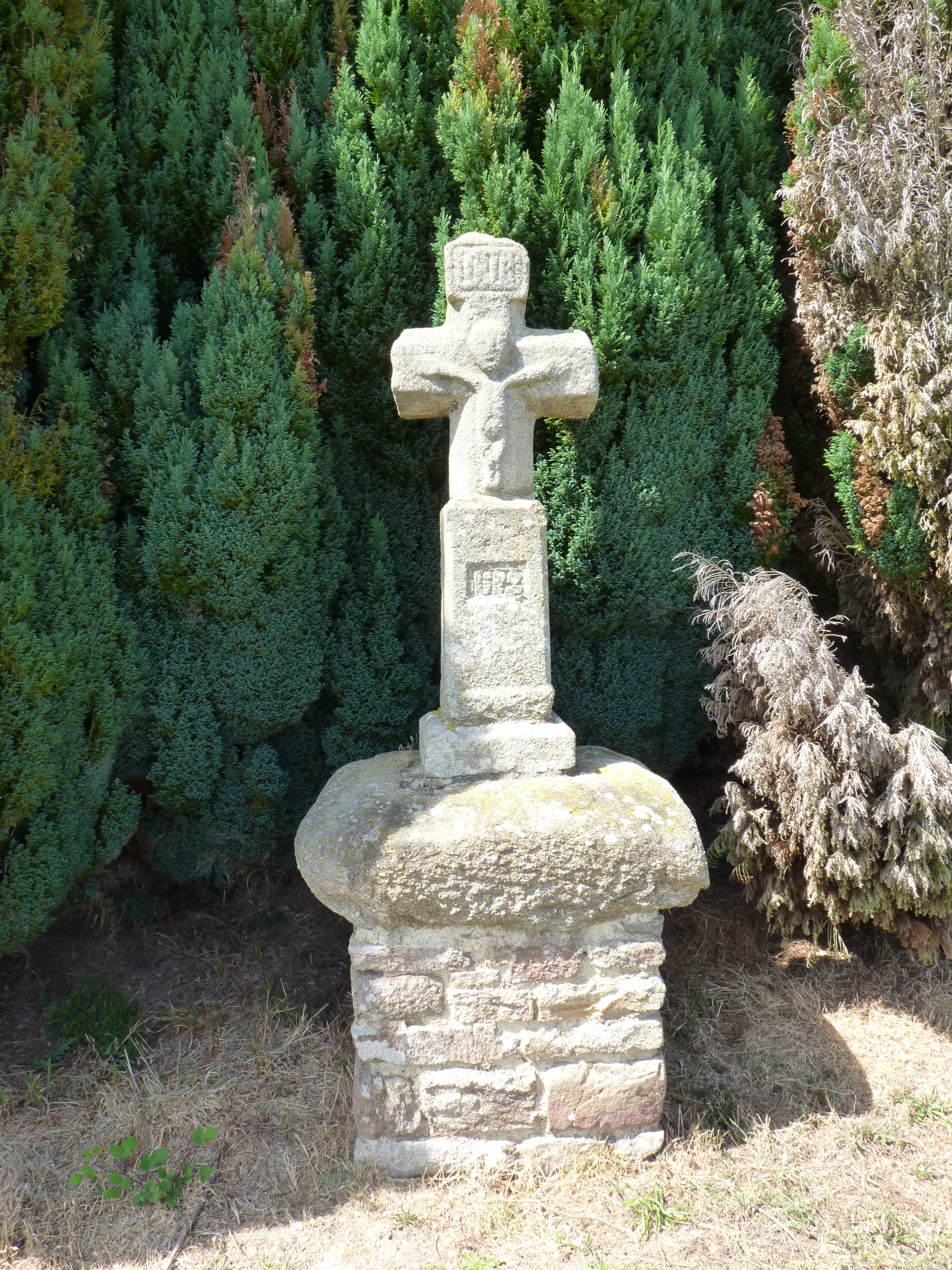

## Demografia
| 1962                                       | 1968  | 1975  | 1982  | 1990  | 1999  |
| ------------------------------------------ | ----- | ----- | ----- | ----- | ----- |
| 2 887                                      | 2 928 | 3 035 | 3 056 | 3 071 | 2 936 |
| Des de 1962: població sense dobles comptes |       |       |       |       |       |

## Administració
| Període   | Identitat       | Partit        |
| --------- | --------------- | ------------- |
| 1959-2006 | Louis Piton     | Divers droite |
| 2006-2008 | Luc Cavé        |               |
| 2008-     | Dominique Grall | Verts         |